# Nochod
Nochod – dawna perska jednostka masy, równa w przybliżeniu 0,2 g. Nochod, podobnie jak jednostka tasu,  stanowił 1/24 część miskala.